# Convocazioni per il campionato mondiale femminile di calcio 1995
Elenco delle giocatrici convocate per il campionato mondiale femminile di calcio 1995.

## Gruppo A

### Brasile
Selezionatrice:  Ademar Fonseca
| N. | Pos. | Giocatore       | Data nascita (età)          | Pres. | Squadra |
| -- | ---- | --------------- | --------------------------- | ----- | ------- |
| 1  | P    | Meg             | 1º gennaio 1956 (39 anni)   |       |         |
| 2  | C    | Valeria         | 3 settembre 1968 (26 anni)  |       |         |
| 3  | D    | Elane           | 6 aprile 1968 (27 anni)     |       |         |
| 4  | D    | Solange         | 29 marzo 1969 (26 anni)     |       |         |
| 5  | C    | Leda Maria      | 16 aprile 1966 (29 anni)    |       |         |
| 6  | C    | Fanta           | 14 settembre 1966 (28 anni) |       |         |
| 7  | A    | Pretinha        | 19 maggio 1975 (20 anni)    |       |         |
| 8  | C    | Cenira          | 2 dicembre 1965 (29 anni)   |       |         |
| 9  | A    | Michael Jackson | 19 novembre 1963 (31 anni)  |       |         |
| 10 | C    | Sissi           | 6 febbraio 1967 (28 anni)   |       |         |
| 11 | A    | Roseli          | 9 luglio 1969 (25 anni)     |       |         |
| 12 | P    | Eliane          | 22 aprile 1971 (24 anni)    |       |         |
| 13 | D    | Nenê            | 31 marzo 1976 (19 anni)     |       |         |
| 14 | C    | Marcia Taffarel | 15 marzo 1968 (27 anni)     |       |         |
| 15 | A    | Nalvinha        | 14 luglio 1965 (29 anni)    |       |         |
| 16 | C    | Formiga         | 3 marzo 1978 (17 anni)      |       |         |
| 17 | D    | Yara            | 13 febbraio 1964 (31 anni)  |       |         |
| 18 | D    | Kátia           | 18 febbraio 1977 (18 anni)  |       |         |
| 19 | D    | Suzy            | 2 luglio 1967 (27 anni)     |       |         |
| 20 | A    | Tânia Maria     | 10 marzo 1974 (21 anni)     |       |         |

### Germania
Selezionatrice:  Gero Bisanz
| N. | Pos. | Giocatore          | Data nascita (età)          | Pres. | Squadra                |
| -- | ---- | ------------------ | --------------------------- | ----- | ---------------------- |
| 1  | P    | Manuela Goller     | 5 gennaio 1971 (24 anni)    | 30    | Grün-Weiß Brauweiler   |
| 2  | D    | Anouschka Bernhard | 5 ottobre 1970 (24 anni)    | 33    | FSV Francoforte        |
| 3  | D    | Birgitt Austermühl | 8 ottobre 1965 (29 anni)    | 41    | FSV Francoforte        |
| 4  | D    | Dagmar Pohlmann    | 7 febbraio 1972 (23 anni)   | 26    | FSV Francoforte        |
| 5  | C    | Ursula Lohn        | 7 novembre 1966 (28 anni)   | 20    | TuS Ahrbach            |
| 6  | C    | Maren Meinert      | 5 agosto 1973 (21 anni)     | 30    | FC Rumeln-Kaldenhausen |
| 7  | C    | Martina Voss       | 22 dicembre 1967 (27 anni)  | 75    | FC Rumeln-Kaldenhausen |
| 8  | C    | Bettina Wiegmann   | 7 ottobre 1971 (23 anni)    | 52    | TSV Siegen             |
| 9  | A    | Heidi Mohr         | 29 maggio 1967 (28 anni)    | 82    | TuS Ahrbach            |
| 10 | C    | Silvia Neid        | 2 maggio 1964 (31 anni)     | 95    | TSV Siegen             |
| 11 | A    | Patricia Brocker   | 7 aprile 1966 (29 anni)     | 28    | TuS Niederkirchen      |
| 12 | P    | Katja Kraus        | 23 novembre 1970 (24 anni)  | 1     | FSV Francoforte        |
| 13 | A    | Melanie Hoffmann   | 29 novembre 1974 (20 anni)  | 1     | FC Rumeln-Kaldenhausen |
| 14 | D    | Sandra Minnert     | 7 aprile 1973 (22 anni)     | 20    | FSV Francoforte        |
| 15 | D    | Claudia Klein      | 24 settembre 1971 (23 anni) | 4     | Grün-Weiß Brauweiler   |
| 16 | A    | Birgit Prinz       | 25 ottobre 1977 (17 anni)   | 14    | FSV Francoforte        |
| 17 | D    | Tina Wunderlich    | 10 ottobre 1977 (17 anni)   | 3     | SG Praunheim           |
| 18 | C    | Pia Wunderlich     | 26 gennaio 1975 (20 anni)   | 11    | SG Praunheim           |
| 19 | C    | Sandra Smisek      | 3 luglio 1977 (17 anni)     | 2     | FSV Francoforte        |
| 20 | P    | Christine Francke  | 12 giugno 1974 (20 anni)    | 2     | TuS Ahrbach            |

### Giappone
Selezionatrice:  Tamotsu Suzuki
| N. | Pos. | Giocatore       | Data nascita (età)          | Pres. | Squadra            |
| -- | ---- | --------------- | --------------------------- | ----- | ------------------ |
| 1  | P    | Junko Ozawa     | 12 luglio 1973 (21 anni)    |       |                    |
| 2  | D    | Yumi Tōmei      | 6 gennaio 1972 (23 anni)    |       | Prima Ham Kunoichi |
| 3  | D    | Rie Yamaki      | 10 febbraio 1975 (20 anni)  |       |                    |
| 4  | D    | Maki Haneta     | 30 settembre 1972 (22 anni) |       |                    |
| 5  | D    | Ryoko Uno       | 11 settembre 1975 (19 anni) |       |                    |
| 6  | D    | Kae Nishina     | 12 luglio 1972 (22 anni)    |       |                    |
| 7  | C    | Homare Sawa     | 9 giugno 1978 (16 anni)     |       |                    |
| 8  | C    | Asako Takakura  | 19 aprile 1968 (27 anni)    |       |                    |
| 9  | C    | Futaba Kioka    | 22 novembre 1965 (29 anni)  |       |                    |
| 10 | A    | Akemi Noda      | 13 ottobre 1969 (25 anni)   |       |                    |
| 11 | C    | Etsuko Handa    | 5 ottobre 1965 (29 anni)    |       |                    |
| 12 | D    | Yumi Obe        | 15 febbraio 1975 (20 anni)  |       |                    |
| 13 | C    | Kaori Nagamine  | 6 marzo 1968 (27 anni)      |       |                    |
| 14 | D    | Kaoru Kadohara  | 25 maggio 1970 (25 anni)    |       |                    |
| 15 | A    | Tsuru Morimoto  | 9 novembre 1970 (24 anni)   |       |                    |
| 16 | C    | Nami Otake      | 30 luglio 1974 (20 anni)    |       |                    |
| 17 | A    | Tamaki Uchiyama | 13 dicembre 1972 (22 anni)  |       |                    |
| 18 | A    | Inesu Takeoka   | 1º maggio 1971 (24 anni)    |       |                    |
| 19 | P    | Shiho Onodera   | 18 novembre 1973 (21 anni)  |       |                    |
| 20 | P    | Megumi Sakata   | 18 ottobre 1971 (23 anni)   |       |                    |

### Svezia
Selezionatrice:  Bengt Simonsson
| N. | Pos. | Giocatore          | Data nascita (età)         | Pres. | Squadra         |
| -- | ---- | ------------------ | -------------------------- | ----- | --------------- |
| 1  | P    | Elisabeth Leidinge | 6 marzo 1957 (38 anni)     |       | Malmö FF        |
| 2  | D    | Malin Lundgren     | 9 marzo 1967 (28 anni)     |       | Malmö FF        |
| 3  | D    | Åsa Jakobsson      | 2 giugno 1966 (29 anni)    |       | Gideonsbergs IF |
| 4  | D    | Pia Sundhage       | 13 febbraio 1960 (35 anni) |       | Hammarby        |
| 5  | D    | Kristin Bengtsson  | 12 gennaio 1970 (25 anni)  |       | Hammarby        |
| 6  | C    | Anna Pohjanen      | 25 gennaio 1974 (21 anni)  |       | Sunnanå SK      |
| 7  | C    | Lena Videkull      | 9 dicembre 1962 (32 anni)  |       | Malmö FF        |
| 8  | C    | Susanne Hedberg    | 26 giugno 1972 (22 anni)   |       | Gideonsbergs IF |
| 9  | C    | Malin Andersson    | 5 aprile 1973 (22 anni)    |       | Älvsjö AIK      |
| 10 | A    | Anneli Andelen     | 21 giugno 1968 (26 anni)   |       | Öxabäcks IF     |
| 11 | A    | Ulrika Kalte       | 19 maggio 1970 (25 anni)   |       | Älvsjö AIK      |
| 12 | P    | Annelie Nilsson    | 14 giugno 1971 (23 anni)   |       | Sunnanå SK      |
| 13 | D    | Annika Nessvold    | 24 febbraio 1971 (24 anni) |       | Malmö FF        |
| 14 | C    | Åsa Lönnqvist      | 14 aprile 1970 (25 anni)   |       | Tyresö FF       |
| 15 | C    | Anneli Olsson      | 7 febbraio 1967 (28 anni)  |       | Hammarby        |
| 16 | C    | Eva Zeikfalvy      | 18 aprile 1967 (28 anni)   |       | svincolata      |
| 17 | C    | Malin Flink        | 4 settembre 1974 (20 anni) |       | Gideonsbergs IF |
| 18 | A    | Helen Nilsson      | 24 novembre 1970 (24 anni) |       | Gideonsbergs IF |
| 19 | A    | Anika Bozicevic    | 8 novembre 1972 (22 anni)  |       | Malmö FF        |
| 20 | C    | Sofia Johansson    | 5 settembre 1969 (25 anni) |       | Malmö FF        |

## Gruppo B

### Canada
Selezionatrice:  Sylvie Beliveau
| N. | Pos. | Giocatore        | Data nascita (età)         | Pres. | Squadra |
| -- | ---- | ---------------- | -------------------------- | ----- | ------- |
| 1  | P    | Wendy Hawthorne  | 6 luglio 1960 (34 anni)    |       |         |
| 2  | A    | Helen Stoumbos   | 18 ottobre 1970 (24 anni)  |       |         |
| 3  | A    | Charmaine Hooper | 15 gennaio 1968 (27 anni)  |       |         |
| 4  | D    | Michelle Ring    | 28 novembre 1967 (27 anni) |       |         |
| 5  | D    | Andrea Neil      | 26 ottobre 1971 (23 anni)  |       |         |
| 6  | C    | Geri Donnelly    | 30 novembre 1965 (29 anni) |       |         |
| 7  | A    | Isabelle Morneau | 18 aprile 1976 (19 anni)   |       |         |
| 8  | D    | Nicole Sedgwick  | 19 gennaio 1974 (21 anni)  |       |         |
| 9  | D    | Janine Helland   | 24 aprile 1970 (25 anni)   |       |         |
| 10 | C    | Veronica O’Brien | 29 gennaio 1971 (24 anni)  |       |         |
| 11 | C    | Annie Caron      | 5 giugno 1964 (31 anni)    |       |         |
| 12 | C    | Joan McEachern   | 4 dicembre 1963 (31 anni)  |       |         |
| 13 | C    | Angela Kelly     | 10 marzo 1971 (24 anni)    |       |         |
| 14 | D    | Cathy Ross       | 19 novembre 1967 (27 anni) |       |         |
| 15 | D    | Suzanne Muir     | 7 giugno 1970 (24 anni)    |       |         |
| 16 | D    | Luce Mongrain    | 1º novembre 1971 (23 anni) |       |         |
| 17 | A    | Silvana Burtini  | 5 ottobre 1969 (25 anni)   |       |         |
| 18 | P    | Carla Chin       | 5 ottobre 1966 (28 anni)   |       |         |
| 19 | C    | Suzanne Gerrior  | 4 aprile 1973 (22 anni)    |       |         |
| 20 | P    | Tania Singfield  | 9 febbraio 1970 (25 anni)  |       |         |

### Inghilterra
Selezionatrice:  Ted Copeland
| N. | Pos. | Giocatore         | Data nascita (età)          | Pres. | Squadra            |
| -- | ---- | ----------------- | --------------------------- | ----- | ------------------ |
| 1  | P    | Pauline Cope      | 16 febbraio 1969 (26 anni)  |       | Arsenal            |
| 2  | C    | Hope Powell       | 8 dicembre 1966 (28 anni)   |       | Croydon            |
| 3  | D    | Tina Mapes        | 21 gennaio 1971 (24 anni)   |       | Croydon            |
| 4  | D    | Samantha Britton  | 8 dicembre 1973 (21 anni)   |       | Arsenal            |
| 5  | D    | Clare Taylor      | 22 maggio 1965 (30 anni)    |       | Liverpool          |
| 6  | C    | Gillian Coultard  | 22 luglio 1963 (31 anni)    |       | Doncaster Belles   |
| 7  | C    | Marie Anne Spacey | 13 febbraio 1966 (29 anni)  |       | Arsenal            |
| 8  | C    | Debbie Bampton    | 7 ottobre 1961 (33 anni)    |       | Croydon            |
| 9  | A    | Karen Farley      | 2 settembre 1970 (24 anni)  |       | Hammarby           |
| 10 | C    | Karen Burke       | 14 giugno 1971 (23 anni)    |       | Liverpool          |
| 11 | D    | Brenda Sempare    | 9 novembre 1961 (33 anni)   |       | Croydon            |
| 12 | C    | Kerry Davis       | 8 febbraio 1962 (33 anni)   |       | Croydon            |
| 13 | P    | Lesley Higgs      | 25 ottobre 1965 (29 anni)   |       | Wembley            |
| 14 | A    | Karen Walker      | 29 luglio 1969 (25 anni)    |       | Doncaster Belles   |
| 15 | C    | Sian Williams     | 2 febbraio 1968 (27 anni)   |       | Arsenal            |
| 16 | D    | Donna Smith       | 17 gennaio 1967 (28 anni)   |       | Croydon            |
| 17 | D    | Louise Waller     | 30 luglio 1969 (25 anni)    |       | Millwall Lionesses |
| 18 | D    | Mary Phillip      | 14 marzo 1977 (18 anni)     |       | Millwall Lionesses |
| 19 | D    | Julie Fletcher    | 28 settembre 1974 (20 anni) |       | Millwall Lionesses |
| 20 | C    | Becky Easton      | 16 aprile 1974 (21 anni)    |       | Liverpool          |

### Nigeria
Selezionatrice:  Paul Hamilton
| N. | Pos. | Giocatore         | Data nascita (età)         | Pres. | Squadra |
| -- | ---- | ----------------- | -------------------------- | ----- | ------- |
| 1  | P    | Ann Chiejine      | 2 febbraio 1974 (21 anni)  |       |         |
| 2  | D    | Florence Omagbemi | 2 febbraio 1975 (20 anni)  |       |         |
| 3  | D    | Ngozi Ezeocha     | 12 ottobre 1973 (21 anni)  |       |         |
| 4  | A    | Adaku Okoroafor   | 18 novembre 1974 (20 anni) |       |         |
| 5  | D    | Omo-Love Branch   | 10 gennaio 1974 (21 anni)  |       |         |
| 6  | C    | Yinka Kudaisi     | 25 agosto 1975 (19 anni)   |       |         |
| 7  | C    | Nkechi Mbilitam   | 5 aprile 1974 (21 anni)    |       |         |
| 8  | C    | Rita Nwadike      | 11 marzo 1974 (21 anni)    |       |         |
| 9  | A    | Ngozi Uche        | 18 giugno 1973 (21 anni)   |       |         |
| 10 | D    | Mavis Ogun        | 24 agosto 1973 (21 anni)   |       |         |
| 11 | D    | Prisca Emeafu     | 30 marzo 1972 (23 anni)    |       |         |
| 12 | C    | Mercy Akide       | 26 agosto 1975 (19 anni)   |       |         |
| 13 | C    | Nkiru Okosieme    | 3 gennaio 1972 (23 anni)   |       |         |
| 14 | D    | Phoebe Ebimiekumo | 17 gennaio 1974 (21 anni)  |       |         |
| 15 | A    | Maureen Mmadu     | 5 luglio 1975 (19 anni)    |       |         |
| 16 | D    | Ugochi Opara      | 27 maggio 1976 (19 anni)   |       |         |
| 17 | P    | Louisa Akpagu     | 22 dicembre 1974 (20 anni) |       |         |
| 18 | C    | Patience Avre     | 6 ottobre 1976 (18 anni)   |       |         |
| 19 | P    | Diana Nwaiwu      | 10 ottobre 1973 (21 anni)  |       |         |
| 20 | C    | Ann Mukoro        | 27 maggio 1975 (20 anni)   |       |         |

### Norvegia
Selezionatrice:  Even Pellerud
| N. | Pos. | Giocatore            | Data nascita (età)          | Pres. | Squadra                       |
| -- | ---- | -------------------- | --------------------------- | ----- | ----------------------------- |
| 1  | P    | Bente Nordby         | 23 luglio 1974 (20 anni)    |       | SK Sprint/Jeløy               |
| 2  | D    | Tina Svensson        | 16 novembre 1966 (28 anni)  |       | Asker                         |
| 3  | D    | Gro Espeseth         | 30 ottobre 1972 (22 anni)   |       | Sandviken                     |
| 4  | C    | Anne Nymark Andersen | 28 settembre 1972 (22 anni) |       | Bjørnar IL                    |
| 5  | D    | Nina Nymark Andersen | 28 settembre 1972 (22 anni) |       | Sandviken                     |
| 6  | C    | Hege Riise           | 18 luglio 1969 (25 anni)    |       | Setskog/Høland FK             |
| 7  | C    | Tone Haugen          | 6 febbraio 1964 (31 anni)   |       | Nikko Securities Dream Ladies |
| 8  | C    | Heidi Støre          | 4 luglio 1963 (31 anni)     |       | Kolbotn IL                    |
| 9  | A    | Kristin Sandberg     | 23 marzo 1972 (23 anni)     |       | Asker                         |
| 10 | A    | Linda Medalen        | 17 giugno 1965 (29 anni)    |       | Nikko Securities Dream Ladies |
| 11 | A    | Ann Kristin Aarønes  | 19 gennaio 1973 (22 anni)   |       | Trondheims-Ørn                |
| 12 | P    | Reidun Seth          | 9 giugno 1966 (28 anni)     |       | Öxabäcks IF                   |
| 13 | D    | Merete Myklebust     | 16 maggio 1973 (22 anni)    |       | Trondheims-Ørn                |
| 14 | C    | Hege Gunnerød        | 22 novembre 1973 (21 anni)  |       | Asker                         |
| 15 | A    | Randi Leinan         | 9 aprile 1968 (27 anni)     |       | Trondheims-Ørn                |
| 16 | A    | Marianne Pettersen   | 4 dicembre 1975 (19 anni)   |       | Gjelleråsen IF                |
| 17 | D    | Anita Waage          | 31 luglio 1971 (23 anni)    |       | Trondheims-Ørn                |
| 18 | C    | Tone Gunn Frustøl    | 21 giugno 1975 (19 anni)    |       | FK Donn                       |
| 19 | D    | Agnete Carlsen       | 15 gennaio 1971 (24 anni)   |       | Kolbotn IL                    |
| 20 | P    | Ingrid Sternhoff     | 25 febbraio 1977 (18 anni)  |       | SK Haugar                     |

## Gruppo C

### Australia
Selezionatrice:  Tom Sermanni
| N. | Pos. | Giocatore        | Data nascita (età)          | Pres. | Squadra                     |
| -- | ---- | ---------------- | --------------------------- | ----- | --------------------------- |
| 1  | P    | Tracey Wheeler   | 26 settembre 1967 (27 anni) |       | Forrestfield United         |
| 2  | D    | Sarah Cooper     | 10 agosto 1969 (25 anni)    |       | Mindil Aces                 |
| 3  | D    | Jane Oakley      | 25 giugno 1966 (28 anni)    |       | Berwick City                |
| 4  | C    | Jule Murray      | 28 aprile 1970 (25 anni)    |       | Sydney Olympic              |
| 5  | C    | Cheryl Salisbury | 8 marzo 1974 (21 anni)      |       | Stirling Macedonia          |
| 6  | D    | Anissa Tann      | 10 ottobre 1967 (27 anni)   |       | Marconi Stallions           |
| 7  | D    | Alison Forman    | 17 marzo 1969 (26 anni)     |       | Fortuna Hjørring            |
| 8  | D    | Sonia Gegenhuber | 28 settembre 1970 (24 anni) |       | Eastern Suburbs FC          |
| 9  | A    | Angela Iannotta  | 22 marzo 1971 (24 anni)     |       | Agliana                     |
| 10 | A    | Sunni Hughes     | 6 settembre 1968 (26 anni)  |       | Panasonic Bambina           |
| 11 | C    | Kaylene Janssen  | 18 agosto 1968 (26 anni)    |       | Eastern Suburbs FC          |
| 12 | A    | Michelle Watson  | 17 giugno 1976 (18 anni)    |       | Marconi Stallions           |
| 13 | D    | Traci Bartlett   | 17 maggio 1972 (23 anni)    |       | Marconi Stallions           |
| 14 | C    | Denie Pentecost  | 23 aprile 1970 (25 anni)    |       | Sydney Olympic              |
| 15 | C    | Kim Lembryk      | 19 febbraio 1966 (29 anni)  |       | Marconi Stallions           |
| 16 | A    | Lisa Casagrande  | 29 maggio 1978 (17 anni)    |       | Goonellabah Hornets         |
| 17 | D    | Sacha Wainwright | 2 giugno 1972 (23 anni)     |       | Weston Creek                |
| 18 | D    | Louise McMurtrie | 26 aprile 1976 (19 anni)    |       | Queensland Academy of Sport |
| 19 | A    | Lizzy Claydon    | 11 novembre 1972 (22 anni)  |       | Stirling Vastro             |
| 20 | P    | Claire Nichols   | 7 agosto 1975 (19 anni)     |       | Liverpool (NSW)             |

### Cina
Selezionatrice:  Ma Yuanan
| N. | Pos. | Giocatore      | Data nascita (età)          | Pres. | Squadra |
| -- | ---- | -------------- | --------------------------- | ----- | ------- |
| 1  | P    | Zhong Honglian | 27 ottobre 1967 (27 anni)   |       |         |
| 2  | C    | Wang Liping    | 11 dicembre 1973 (21 anni)  |       |         |
| 3  | D    | Fan Yunjie     | 29 aprile 1972 (23 anni)    |       |         |
| 4  | D    | Yu Honggi      | 2 febbraio 1973 (22 anni)   |       |         |
| 5  | C    | Zhou Yang      | 2 gennaio 1971 (24 anni)    |       |         |
| 6  | C    | Zhou Hua       | 10 marzo 1969 (26 anni)     |       |         |
| 7  | A    | Wei Haiying    | 1º maggio 1971 (24 anni)    |       |         |
| 8  | C    | Shui Qingxia   | 18 dicembre 1966 (28 anni)  |       |         |
| 9  | A    | Sun Wen        | 4 giugno 1973 (22 anni)     |       |         |
| 10 | C    | Liu Ailing     | 5 febbraio 1967 (28 anni)   |       |         |
| 11 | C    | Sun Qingmei    | 19 giugno 1966 (28 anni)    |       |         |
| 12 | D    | Wen Lirong     | 10 febbraio 1969 (26 anni)  |       |         |
| 13 | D    | Niu Lijie      | 4 dicembre 1969 (25 anni)   |       |         |
| 14 | C    | Xie Huilin     | 17 gennaio 1975 (20 anni)   |       |         |
| 15 | A    | Shi Guihong    | 13 febbraio 1968 (27 anni)  |       |         |
| 16 | C    | Chen Yufeng    | 17 gennaio 1975 (20 anni)   |       |         |
| 17 | C    | Zhao Lihong    | 25 dicembre 1972 (22 anni)  |       |         |
| 18 | D    | Man Yanling    | 11 settembre 1972 (22 anni) |       |         |
| 19 | C    | Li Ying        | 21 ottobre 1973 (21 anni)   |       |         |
| 20 | P    | Gao Hong       | 27 novembre 1967 (27 anni)  |       |         |

### Danimarca
Selezionatrice:  Keld Gantzhorn
| N. | Pos. | Giocatore                    | Data nascita (età)          | Pres. | Squadra |
| -- | ---- | ---------------------------- | --------------------------- | ----- | ------- |
| 1  | P    | Dorthe Larsen                | 8 agosto 1969 (25 anni)     |       |         |
| 2  | C    | Louise Hansen                | 5 aprile 1975 (20 anni)     |       |         |
| 3  | D    | Kamma Flæng                  | 30 marzo 1976 (19 anni)     |       |         |
| 4  | D    | Lene Terp                    | 15 aprile 1973 (22 anni)    |       |         |
| 5  | D    | Katrine Søndergaard Pedersen | 13 aprile 1977 (18 anni)    |       | HEI     |
| 6  | D    | Rikke Holm                   | 22 marzo 1972 (23 anni)     |       |         |
| 7  | C    | Annette Laursen              | 6 febbraio 1975 (20 anni)   |       |         |
| 8  | C    | Lisbet Kolding               | 6 aprile 1965 (30 anni)     |       |         |
| 9  | C    | Helle Jensen                 | 23 marzo 1969 (26 anni)     |       |         |
| 10 | C    | Birgit Christensen           | 31 maggio 1976 (19 anni)    |       |         |
| 11 | A    | Gitte Krogh                  | 13 maggio 1977 (18 anni)    |       |         |
| 12 | C    | Anne Dot Eggers Nielsen      | 6 novembre 1975 (19 anni)   |       |         |
| 13 | A    | Christina Hansen             | 5 giugno 1970 (25 anni)     |       |         |
| 14 | A    | Lene Madsen                  | 11 marzo 1973 (22 anni)     |       |         |
| 15 | C    | Christine Bonde              | 28 settembre 1973 (21 anni) |       |         |
| 16 | P    | Helle Bjerregaard            | 21 giugno 1968 (26 anni)    |       | Rødovre |
| 17 | C    | Karina Christensen           | 1º luglio 1973 (21 anni)    |       |         |
| 18 | D    | Bettina Allentoft            | 16 novembre 1973 (21 anni)  |       |         |
| 19 | C    | Jeanne Axelsen               | 3 gennaio 1968 (27 anni)    |       |         |
| 20 | C    | Christina Petersen           | 17 settembre 1974 (20 anni) |       |         |

### Stati Uniti
Selezionatrice:  Tony DiCicco
| N. | Pos. | Giocatore        | Data nascita (età)         | Pres. | Squadra                             |
| -- | ---- | ---------------- | -------------------------- | ----- | ----------------------------------- |
| 1  | P    | Briana Scurry    | 7 settembre 1971 (23 anni) |       | University of Massachusetts Amherst |
| 2  | D    | Thori Staples    | 17 aprile 1974 (21 anni)   |       | NC State                            |
| 3  | C    | Holly Manthei    | 8 febbraio 1976 (19 anni)  |       | University of Notre Dame            |
| 4  | D    | Carla Overbeck   | 9 maggio 1968 (27 anni)    |       | University of North Carolina        |
| 5  | C    | Tiffany Roberts  | 5 maggio 1977 (18 anni)    |       | University of North Carolina        |
| 6  | A    | Debbie Keller    | 24 marzo 1975 (20 anni)    |       | University of North Carolina        |
| 7  | A    | Sarah Rafanelli  | 7 giugno 1972 (22 anni)    |       | Santa Clara University              |
| 8  | D    | Linda Hamilton   | 4 giugno 1969 (26 anni)    |       | University of North Carolina        |
| 9  | C    | Mia Hamm         | 17 marzo 1972 (23 anni)    |       | University of North Carolina        |
| 10 | A    | Michelle Akers   | 1º febbraio 1966 (29 anni) |       | University of Central Florida       |
| 11 | C    | Julie Foudy      | 23 gennaio 1971 (24 anni)  |       | Stanford University                 |
| 12 | A    | Carin Gabarra    | 9 gennaio 1965 (30 anni)   |       | UC Santa Barbara                    |
| 13 | C    | Kristine Lilly   | 22 luglio 1971 (23 anni)   |       | University of North Carolina        |
| 14 | D    | Joy Fawcett      | 8 febbraio 1968 (27 anni)  |       | UC Berkeley                         |
| 15 | C    | Tisha Venturini  | 3 marzo 1973 (22 anni)     |       | University of North Carolina        |
| 16 | A    | Tiffeny Milbrett | 23 ottobre 1972 (22 anni)  |       | University of Portland              |
| 17 | D    | Jennifer Lalor   | 5 settembre 1974 (20 anni) |       | Santa Clara University              |
| 18 | P    | Saskia Webber    | 13 giugno 1971 (23 anni)   |       | Rutgers University                  |
| 19 | C    | Amanda Cromwell  | 15 giugno 1970 (24 anni)   |       | University of Virginia              |
| 20 | P    | Mary Harvey      | 4 giugno 1965 (30 anni)    |       | svincolata                          |